# おきらく忍伝ハンゾー
『おきらく忍伝ハンゾー』（おきらくにんでんハンゾー）は、山中あきらによる日本の少年漫画作品。講談社の『コミックボンボン』（以下『ボンボン』）本誌・増刊号誌上にて1996年から1998年まで連載された。

## 概要
本作は、山中が1993年、1995年に『ボンボン』の増刊号でそれぞれ発表した読み切り作品（後述）が原型となり、1996年より『ボンボン』本誌連載が開始された。
当時の『ボンボン』の広告文曰く、「痛快時代考証無視娯楽活劇」。江戸時代をモチーフにした「江戸のよ～なところ」を舞台に、少年忍者ハンゾーの活躍を、山中独特のギャグ（既存の漫画やアニメのパロディは元より、登場人物が自分のテーマソングを歌うなど奇抜なものもあった)や恋愛要素を交えて描いた。忍者や武士、妖術士など特殊能力や奇妙な人格を備えた様々な人物・兵器が登場した。
単行本はボンボンKCとして全6巻が出たが、ほどなくして絶版。しかし、後年になって復刊を求める声が多くなり、復刊ドットコムを通じて2007年よりブッキングから全3巻で復刊された。
- ただし、連載当時の『ボンボン』に別冊付録として付いた、レゴの宣伝的な回（2話分）がいずれも未収録である。それぞれ発表当時のレゴの新商品（「インディ・ジョーンズ」と「忍者」がモチーフ）を取り上げており、ハンゾーがそれぞれの世界で活躍を見せた。レゴの実写を使用したコマもあった。

連載終了後の2001年、山中は『ハンゾー外伝　蝦夷帝国編』という新たなハンゾーの物語を同人誌で発表してはみたいと公式ホームページ内で発言。また、ホームページでは作中では語られなかったキャラクターの過去や最終回以降の展開、マンガでは未登場のキャラクターの詳細なども紹介されている。
連載終了から14年を経た2012年から続編の『おきらく忍伝ハンゾーR』が刊行されている。Rとは「ループ」と読み、本編の後日談ではなく本編最終章『魔装具編』の前に時間をループさせたエピソードである。

## 単行本
- 「おきらく忍伝ハンゾー」全6巻（1996年～1999年、講談社・ボンボンKC）
- 「おきらく忍伝ハンゾー」全3巻（2007年、ブッキング）
- 「おきらく忍伝ハンゾーＲ」壱～肆巻（2012年～2015年、復刊ドットコム）

## 初出一覧
連載分やその番外編、原型となった読み切り作品など関連作品の初出を表記。
- 『コミックボンボン冬休み増刊号』（1993年）
  - 連載版の原型となった読み切り作品を掲載。ボンボンKCでは第6巻に収録。
- 『コミックボンボン夏のジャンボ増刊号』（1995年）
  - 同じく連載版の原型となった読み切り作品を掲載。ボンボンKCでは第1巻に収録。
- 『コミックボンボン』1996年3月号～1998年11月号 - 連載。全33話。
- 『コミックボンボン春のジャンボ増刊号』（1997年）
  - 連載版の番外編を掲載。ボンボンKCでは第3巻に収録。
- 『コミックボンボン』（号数不詳、1998年ごろ）
  - 別冊付録として2話分（前述）。
- 単行本「おきらく忍伝ハンゾー」全3巻（2007年、ブッキング）
  - 復刊を記念して山中が3巻それぞれに書き下ろし短編を発表した。

他にボンボンKC第1巻には、「ハンゾーのルーツ」として山中が中学生の頃に初めてペンで書いたという1ページの漫画が掲載。また、山中のホームページで連載されている4コマ漫画には度々「ハンゾー」のキャラクターが登場している。

## 登場人物

### 主要人物
ハンゾー
本作品の主人公。おきらく流の忍者（連載前の1995年の読み切りのみ、ジュウベイと同じく「公儀隠密」）。決め台詞は「おきらくらくしょ～いってみよ～」。名前の由来は服部半蔵。
お気楽ごくらくな性格で、いたずら、悪ふざけが好き。時に、悪ふざけが過ぎて事件になることも。アヤメに「卑怯の天才」と言われたことがある。また、ヒデリに手裏剣の投げ方を教えたりと優しい面もある。ボケとツッコミを両方こなす。何やかんやでキッチリと帝国忍者の相手はこなしているが、しょうもない悪行を働く敵に対してはいまいちテンションが上がらない。その為、いつでも真面目なジュウベイに感心している。
ジュウベイ宅に居候するようになって以降、町の至る飲食店で食い逃げしたり、「芸夢千太」（ゲームセンター）でモグラ叩きのモグラ役の男を銭で釣るという卑怯なやり方で確実に叩く等の悪行（本人は差ほど悪行を犯した感はない）を行っており、それぞれの店主や関係者に「忍者のガキ」と常に追い回されている。
敵であろうと殺すことを嫌う。それは過去のとある辛い経験から来ているトラウマがあるため（尤も、その事件自体が当事者達のやらせであった）。
赤ん坊の頃、忍びの山に捨てられていたところをししょーの夢瀬鬼忍隠鬼落斎に拾われ（と、いうことになっている。真相は外部リンク参照）、以降ジュウベイと出会うまで忍びの山で忍者修行をしていた。
謎の忍者軍団の攻撃に対抗するため、忍びの山に幕府の使者としてやってきたジュウベイのサムライらしからぬ優しさを気に入り、以降コンビを組むことになる。
通常使用するおきらく忍法（隠鬼落忍法）は他人をおちょくるような術や、手裏剣や爆弾等の忍具を使った術が基本だが、中には「滅殺」を極意とする危険な技もある。しかし滅殺奥義は使用すると破壊衝動を抑えられなくなっていく為、本人は（止むを得ない場合を除いて）使う事を拒んでいる。タイゲン曰く「最後に切り札がある余裕で成り立っている」らしく、もしも滅殺奥義を以ってしても敵わない敵に遭遇した場合、壊れてしまうのではないかとも危惧される。
愛刀としてネコ正宗、武具として肩の左側に空亀のカメキチ、右側に陸亀のリクスケを装備、他にも虫獣遁の術として使うために忍虫を飼っている。その中の一匹、忍虫番号四、大百足の藤太くんは俵藤太が名前の由来である。
一度、アヤメの学校に潜入するために女装（ジュウベイが無理矢理。本人は嫌がっていた）させられたことがある。その際、咄嗟に「ハンブン子」と名乗っていた。
上司である将軍ヨシムネ、くのいち3人娘のヒデリ、忍びの山5人衆のハグルマらに恋心を抱かれているが、鈍感過ぎるため、その気持ちに気づくことはない。
主な隠鬼落忍法に「手裏剣豪雨」「爆雷時雨」「飛燕四翔剣」、滅殺奥義として「炎凰」「爆竜」などがある。
手先は器用で水戸の御老公に届ける密書を狙う大盗賊団の頭オニザルが2以上の数を数えられないという特性を利用し、3本にしてパニックを起こさそうと刀を使かって木で飛刀を作った。
ジュウベイ
柳生神陰流のサムライ。幕府の公儀隠密。名前の由来は柳生十兵衛三厳。左目に眼帯をしている。
幕府の命で忍者帝国に対抗しうる助っ人を探すべく忍びの山に使者として向かう道中、ハンゾーと出会う。真面目で固物のジュウベイは当初、おきらくなハンゾーと反目しあうが、追手との戦闘中に互いの人間味に触れ、理解しあう。以降彼とコンビを組み、江戸のよ～なところの平和を守るため奔走する。
家族に妹のアヤメがおり、父母は他界。他に居候としてハンゾー、クロカゲ、タイゲン、ボラン坊、ハグルマ、マタキチがいる。
性格は、相手が連続下着ドロであろうと厳しく仕事を全うするほどの真面目な人。その真面目さはハンゾーとヨシムネに「深夜のど田舎で信号を守るような奴だぞ」「しかも手を上げて渡るんだ」と例を挙げられるほど。実直で頭が少し固い。4巻でアヤメの学校「昌平坂女学園」の制服が変わったときの乱れ具合はハンゾーも引いた。
柳生神陰流双刀の型の使い手で、電撃を発する2本のカラクリ刀を使う。ただし、柳生神陰流の技無しには攻撃力は殆ど無い為、ジュウベイ以外が使ってもあまり意味は無い。主な柳生神陰流技に「雷神撃」「雷月斬」「雷煌疾風撃」、奥義に「烈空雷帝砲」などがある。
家では常にジャージを着用しているが、アヤメには嫌がられている。
ヨシムネ
幕府の将軍。忍者帝国の脅威に対抗するべくハンゾーをスカウトした張本人。武芸や遊びに本気で相手をしてくれるハンゾーを気に入る。性別が女であることは極秘で、普段は男装している。
性格は「あくらつわがままやってみよ～」の台詞の通り超ひねくれ者でわがまま。アヤメに「将軍の自覚あるの?」と問われた際も「んな物生ゴミに出したわい」と返答したほどである。仕事を放り出し世直しの旅にハンゾーとジュウベイを引き連れたり、キラとアサノの討ち入りを江戸のよ～なところの年中行事にするなど、自分の楽しみを追求する。それが常々トラブルの元になる。
部下であるハンゾーに恋心を抱いている。しかし、上記したようにひねくれ物である為、直に気持ちを伝えようとしない。荷物持ち兼バイト要因と称してハンゾーを海にデートに連れ出すなど、彼に好意を抱いている他の女の子達と比べると行動力は高い。
大のネズミ嫌い。弱点を知ったハンゾーが笛の音でネズミをおびき寄せる「おきらく忍法 はめるんの笛」で大量のネズミをおびき寄せた為、激怒し事がある。その為、最初の討ち入りではハンゾーと同じアサノチームではなく、キラチームの一員になった。
奥義に将軍家一子相伝長刀術「白旗降参陣」がある。
名前の由来は八代将軍徳川吉宗。
アヤメ
ジュウベイの妹。「昌平坂女学園」に通う女学生で、柳生神陰流の剣士。家事を一手に担い、居候としてやってきたハンゾーのいたずらに手を焼きながらも面倒を見る。ハンゾーやジュウベイ達に比べると戦闘力は劣るが、家庭内では無敵であり、誰も彼女に逆らうことはできない。
性格は明るく優しいが、怒らせるとかなり怖い。家計を預かるしっかりものだが、ぶらんど物のバーゲンには目がない。両親がいないため、兄のジュウベイを失うことを恐れており、強い味方である忍者のハンゾーが来たことを素直に喜び、いい家族になろうとしている。さらに、そのハンゾーと敵対する立場であるジャキマルやミゲルをハンゾーの友達と（なかば意図的に）勘違いし、よく世話を焼いている。
作中では数少ない常識人だが、内心では留守を任されるばかりでジュウベイたちと共に戦えない現状に対する強い不の感情を抱えてもいる。6巻ではそこを魔装具に付け込まれ依代にされ、江戸の町を壊滅にまで追い込みかけるが、ハンゾー・ジャキマル・ミゲルらの決死の行動で無事救い出された。
第二回討ち入り大会において犬心まんの影響もあってか「ホーホホホ、ヒデリちゃん！あんたの人気ムカツクのよ！」と本音を口走ってしまったことがある。
柳生神陰流一刀の型の使い手で、愛刀「波一文字」から繰り出す水撃を利用した技が得意。主な柳生神陰流技に「水撃六連」「水舞千鳥」「連撃水舞千鳥」などがある。
ジャキマル（邪鬼丸）
フリーの邪流剣士でハンゾーのライバル。流派は、邪真流。
邪真流の師匠ムサシに拾われ、以降ムサシから邪真流を学ぶ。邪真流の掟に「師を斬殺せし者のみ生きることを許す。できぬ者は師によって斬殺されるなり」というものがあるが、作中では（少なくとも連載完結時点では）ムサシもジャキマルも生きている。
忍者帝国の長、スルガ大納言にハンゾーとジュウベイの抹殺を依頼され、依頼を遂行しようとするが、アヤメの登場によって失敗する。一度狙った相手を仕留められないまま次の標的を殺すのはプライドが許さないせいで殺しの仕事が出来なくなってしまい、以降はハンゾーを狙いながら、江戸のよ～なところで芸夢千太（ゲームセンター）で用心棒や都麗伝宮絵札超美男子（トレイディングカードアマクサ）カード売りのバイトなどでテント暮らしをしながら生計を立てている。
修行場にいなかった生き物「女」が苦手なため、女が近寄ったり触れたりすると身体が石のように固まってしまい、動けなくなってしまう。そのため、優勢だった戦いもあっという間に決着がついてしまうことも。女性苦手を克服するために、少女向け雑誌「月刊女の子」を立ち読みしたり、アヤメそっくり（？）の人形相手に会話の練習などをしてみるがどれも失敗に終わる。作中石にならなかったのはゲンナイ印の安眠マスクを装着し、女が視界に入らなかった時のみ。
性格は残酷な面があり、6巻の魔装具編では心を暗い力に引きこまれ闇の力に酔ってしまったこともある。一方で流されやすい面もあり、女性苦手克服の仕上げにアヤメを斬ろうと呼び出した際に、横からかっさらわれる形でスルガ大納言に囚われた彼女を助けに行ったこともある。誰よりも強くなるためだけに生きていたため、人との馴れ合い、触れ合いを嫌っていたが、アヤメ、そしておっかなびっくりで自分に差し入れを持ってきてくれるヒデリらとやり取りをするうちにその心境にも変化が訪れている。
背負っている刀は「妖刀ムラマサ」と言い、自我を持っている。妖刀ではあるがジャキマルの身を心配したりするそれなりに面倒見の良い性格。普段は妖気を封印されている。主な邪真流技に「邪真音速剣」「三身殺」などがある。

### 忍びの山の仲間たち

#### 忍びの山五人衆
ハンゾーの忍びの山の忍者学校の同級生。当初、忍びの山にハンゾーを連れ戻そうと思っていたが、アヤメの「またおいで」発言により、江戸に居つき、ジュウベイの家の蔵を改装し、忍者屋敷を作り、そこに住み始める。五人衆はクロカゲ、タイゲン、ボラン坊、ハグルマ、マタキチを指す。それぞれ特色ある忍法を使う。ハンゾーを含めた6人は「心伝玉」という玉を持ち、これにより遠隔地にいても互いに通信をすることが可能である。
クロカゲ
影忍法を使うことができる影忍。影忍法とは、影から影へと移動する術で、自分が移動する「影わたり」、他のものを移動させる「影送り」を基本とした様々な術がある。
忍びの山から江戸のよ～なところに行ってしまったハンゾーの様子を見にジュウベイの家へ行ったところ、アヤメが幻獣に襲われかかっているのを助ける。日光が苦手なのか、ジュウベイの家の蔵を改装した忍者屋敷でも影の中に部屋を作っているらしい。
性格は繊細で真面目。言葉を発することができないため、話は巻物に字を書いて行う。病弱で体力がないらしく、「遠足では必ずゲロを吐いてたもんな～」とハンゾーに回想されている。ジュウベイの家へ来たのはハンゾーを忍びの山に連れ戻したいからだったが、ハンゾーを連れて行くと寂しがるのが自分だけではないと知り、自分たちだけ忍びの山に帰ろうとする思いやりがある。
主な影忍法に「影泉刃」「影昇剣」、奥義に「影送り極」「極大影送り 空間反転180度」などがある。
作中では語られていないが、忍びの山ではもっともハンゾーと付き合いの長い仲間である。
タイゲン
木を自在に操ることができる木忍。
2メートル近い巨体の持ち主。情に厚く、誰かが泣くのが嫌い。ただ、なんでもかんでも泣ける話にする悪い癖がある。
2巻では体格が立派なため花丸部屋の娘コズエに頼られ、すもう選手として相撲をとることになったり、5巻では俳句ンローラーBASHO（注・男）に歌合戦で戦いを挑むが逆に惚れられてしまうなど、もてる描写がある。
植物とコミュニケーションをとることができる能力を持つ。
ハンゾーやボラン坊とのトリオで人間離れした忍術（コント）を展開することが多い。外見はれっきとした人間であるが、串刺しにされたり忍術で際限なく脂肪を増やしたりしても平然としている。
忍者屋敷では他の部屋に入れないため居間に住む。
主な木忍法に「木根情」「木の葉手裏剣」「タイゲン球」。攻撃技ではないが、最大奥義に「千年樹海壁」がある。攻撃用の最大奥義は「悠久藤羅殺龍」だが、作中では不発に終わる。
ボラン坊
水を自在に扱える水忍。水を操る他、自分で水を吐いたりできる。
うなぎの千倍ぬめる汗で道行く人を転ばせる性質の汗の持ち主。ダイエット中や夏場は要注意。5巻では魚の鉄人、海ボラ雄山（元ネタは海原雄山）に扮装し、ザビエルを新鮮な生け造りでもてなす。ジュウベイが言うには「真の名人の包丁にかかれば身を切りとられた後の骨と臓だけになった魚が死ぬことなく泳ぎ続ける」らしいが、海ボラ雄山の手にかかると切り身が泳ぎ続ける。干物になったり、串団子になったりと体を張ったギャグ担当。怪獣好きなツナミに好かれている。
性格はおおらかでのんびりや。いたずらに対してもノリがいい。一度物事にはまるとなかなか抜け出せないタイプ。赤穂浪士の討ち入りで真冬の池に潜んでいる敵は任せろ、と池に飛び込んで「しんぞ～まひ～」など、少し天然が入っている。
R参巻において、金魚と魂を入れ替えられてしまったヒサタカと出会い恋仲となり、ボンボン連載時にはかなわなかったリア充の仲間入りを果たした。
忍者屋敷ではどんでん返しの先にある部屋に住む。
主な水忍法に「水波泉」「魚鱗剣」「必殺水まねき」、最大奥義に「蟠龍昇天波」がある。もう一つの最大奥義として「滅潭穿弩冷度」という忍法を持っているが、発動する前に戦いが終わった。
ハグルマ
カラクリを扱った忍法を得意とする忍者。忍びの山五人衆の紅一点。
外観からカラクリそのもののように見えるが、これはボディアーマーである。カラクリパーツを装着している時は標準語を話しているが、外すとと「おら」「～だべ」などのかなりのズーズー弁（本人は標準語と主張している）。カラクリが好きで、罠の解除や忍者屋敷の改造は喜んでやっている。科学奉行ゲンナイの発明「学天則」の動力を新開発の蒸気エンジンに改造するなど、カラクリの技術は相当なもの。
性格は泣き虫で一途。帝国と戦う兵器が出来ればハンゾーが暇になって遊べると思ったため、学天則の改造に手を貸したりと純粋。カラクリをいじっている時が一番幸せそう。
忍者屋敷ではどんでん返しの先にある地下室に研究室と武器庫を持っている。毎日屋敷のどこかを改造するのが趣味。
主なカラクリ忍法に「カラクリ千手（さうざんとあーむ）」などがある。
マタキチ
ネコ忍法という忍法を扱う忍者。
モットーは正義は勝つ。そのため勝つ方の味方をする。自分の身が危なくなると帝国忍者側に付いたりする。裏切りの早さに呆れることもあるが、なぜか憎めない。人を持ち上げさせたら、マタキチに勝てるものは作中にはおらず、ヨイショする才能は随一。人を操ることが出来る技があり、2巻でスルガ大納言に「見所があるねぇ……よし帝国に入れてあげよう」と言われている。猫の体をしているため、マタキチの体にはノミがおり、強力なノミでスルガ大納言の左腕「左腕蛇」を撃退した。
性格は明るく、お調子者。その変わり身の早さは何とも言えない。裏切ったかと思えばいつもどおり仲間に戻っている。
忍者屋敷ではしのびヤグラに住む。高さが自由自在に変えられる。
主なネコ忍法に「ネコくぐつ」「逆毛針」などがある。

#### 五人衆以外の仲間たち
第二部・長崎編に登場予定のハンゾーの仲間達。
タイゲン、ボラン坊、シズリ、キリギリスの4人はかつて忍びの山忍者集団のリーダーであった土忍ブガンの手下としてハンゾー、クロカゲと対峙したという設定がある。
シズリ
雪を自在に操る雪忍。
ターボー
泥を自在に操る泥忍。
キリギリス
虫を自在に操る虫忍。

### くノ一三人娘
明神下第三寺子屋中等部忍者科の少女達。くノ一三人娘はそれぞれフブキ、ヒデリ、ツナミをさす。リーダーであるフブキが老中タヌマの娘であるため、一応は忍者帝国の一員として分類されている。毎回起こる騒動に首を突っ込んでは話をややこしくしている。三人娘の名前の由来は天災「吹雪」「日照り」「津波」から来ている。
フブキ
幕府筆頭老中タヌマの娘。雪・氷系の忍術を使用するが忍者としてはまだ半人前（忍術は、ほとんどペットの忍ペンギンだより）。
性格は女王様。自分で何をしたいか決められない優柔不断なヒデリに変わって、何でも決断したがる。くのいち三人娘の中ではリーダー兼参謀の役割。そしてお色気担当。
ジュウベイの渋さに惚れ、以来一流忍者の道を諦め、恋に生きると語っている。都麗伝宮絵札超美男子（トレイディングカードアマクサ）カードが流行した時、ジュウベイのカードが出るまで何度も買い続けたことがある。
ヒデリ
フブキの御供で鍛冶屋の娘。火系の忍術を使う。忍者としては半人前だが、コツコツと手裏剣投げの練習をするなど一流忍者になるべく日々努力している少女。ハンゾーのおきらく忍法「助意発動」で引き出された力には目を見張るものがあり、それなりの潜在能力が眠っていると思われるが、今のところ開花しそうな気配は無い。ボク少女。
くのいち三人娘の中では計画実行役兼ツナミのフォローを担当。引っ込み思案で昔からフブキに逆らえず、そんな自分が嫌いで悩む。フブキの命令でハンゾーにちょっかいを出しに行ったところを逆に助けられ、励まされる。以降、自信を持つきっかけになった彼に想いを寄せ、彼女なりのアプローチをかけるようになる。家庭的なところがあり、健気。伯父にゼニガタ親分がおり、「おじさん」「ヒデ坊」と呼び合う。
「助意発動」で引き出された忍法に「ヒデリファイアー」「ヒデリ分身脚」「日昇拳」などがある。
人間離れした登場人物が多い本作中で数少ない等身大の常識人であるせいか読者人気は高く、女性キャラの人気投票で一位に輝いたことがある。
ツナミ
作中に登場する忍者の中で最も幼いの女の子。くのいち三人娘の中で唯一完成された忍術を使える上、見かけによらずとてつもない怪力の持ち主で、自分と同じぐらいの大きさの斧を振り回したり、フブキを空高く投げ上げたりできる。
くのいち三人娘の中ではおまけの扱い。無邪気そのもの。
幼いためか記憶力がなく、フブキの命令をほとんど覚えられなかった。また異性に興味がないのか「迦留多（かるた）」の妖術でアマクサのとりこにならず、正気のままだった。怪獣が好きで、怪獣図鑑を見てうっとりする一面があり、ボラン坊を気に入っている。
人のまねっこが好きで、混乱すると人まねをする傾向がある。忍ペンを連れており、ツナミが飼っているのか、友達なのか作中では不明。また、その存在自体に謎も多い。
主な忍法に「山津波」がある。
ラセツ丸
フブキが連れているペットの忍ペン。フブキの忍術のほとんどはラセツ丸頼りである。ツナミ同様よくフブキのまねをしている。3人娘を人知れずフォローするタヌマを慰める等、3人よりも精神的には大人である。

### 忍者帝国
本作における主要な敵対組織。日本を忍者だけの国にしようとするスルガ大納言を首領とする団体の総称。後述の由比卍党とは敵対関係にある。本拠は「悪死頼城（あしたのじょ～）」。首領であるスルガ大納言が気分でやっている団体であるため、本気で忍者帝国を作る気があるのか不明。なお、失敗した者はスルガ大納言によってお仕置きされる。根城である悪死頼城の名前は、『あしたのジョー』から採っている。大納言とは最終的な決着が描かれる前に連載が終了した。

#### 忍者帝国構成員
スルガ大納言
忍者帝国の首領。初登場時は厳格なシリアスキャラとして描かれていたが、次の回からはユーモラスに描かれるようになった。とはいえ、シリアスな面は失われてはおらず、その気になれば、ハンゾーたちを圧倒できる力の持ち主。
お仕置きの極意は「生かさず殺さず遊びましょ～」の元、今日も楽しく部下にお仕置きしている。お仕置きのしがいのない剛腕鬼が苦手で、剛腕鬼の復活には頭を痛めている。「お仕置き出来ないと飯が美味くない」という為、部下の負けるのを楽しみにしている面がある。
好きな番組「愛と死の大五郎」「悲しみの水戸黄門」は大納言にとってはお笑い番組に変わる。長嶋茂雄の声真似したこともある。
アマクサとは捕獣（ポケモン）の対戦をする仲。ハンゾーの師匠、隠鬼落斎とは旧知の間柄で眼出炉党（めだろっと）の対戦をすることも。交友関係にも謎が多い。
最終回では魔装具の核を粉砕するなど密かにハンゾーたちを援護した。「人間と言う存在」を見ていて飽きないという理由で好いており、人間を見守るために悪役をやっている。
名前の由来は徳川忠長。
タヌマ（古多奴鬼）
幕府筆頭老中であるが、その実態は忍者帝国幹部でスパイである。帝国忍者達の活動の多くは彼の指示のもと行われる。
手下の忍者たちを管轄する立場にあるため、彼に直接の敗因がない場合でもいつも必ずお仕置きされる、何かと気苦労の多い中間管理職である。
タヌマ本人が帝国忍者として表に出る際にはたぬきのお面を着用し古多奴鬼（ふるだぬき）を名乗る。これはスルガ大納言との忘年会で思いついた仮装芸らしい。
「あくやくせこい手やったろー」とハグルマを利用したり、「犬心まん、猿心まん（『犬猿の仲』になるまんじゅう）」をヨシムネに勧め、第二回キラVSアサノ大討ち入り運動会を大混乱に陥れた。
住居は多摩新武士団地四〇二棟。家族に関しては、妻は亡くなっており、そのためか、娘のフブキを自分の命と思っているほど溺愛。フブキがハンゾーを倒せなかった際には、「フブキの代わりに、お仕置きを受けます」とスルガ大納言に上申したほど。
名前の由来は田沼意次。
トゲマル
帝国の下位忍者。背中に仕込んだ無数の棘針で攻撃する。ハンゾーとジュウベイが最初に戦った帝国忍者である。
鉄刃鬼
鋼鉄の甲冑に身を包んだ忍者。全身から鋼鉄の刃を出して回転しながら突撃する「ヤイバ真空ゴマ」が得意技。フブキ曰く「鋼の勇者」という二つ名がある。
百面鬼
仮面を付け替えることで様々な忍術を使う忍者。巷を騒がせている連続下着ドロボウ。フブキ曰く「仮面の貴公子」という二つ名がある。
操獣鬼
笛の音で幻獣を操る忍者。笛のメロディーが何故か「笑点」のテーマで、操る幻獣にも笑点メンバーの名前が付いている。
白顔鬼
忍者帝国一の暗殺術の使い手。「影吸雲蚊」という蚊を従え、その蚊を食べる事で蚊が血を吸った相手に化ける事ができる。完璧に化けられるが、性格までは似せられずジュウベイに化けた際は、アヤメの怖さを知っているはずのジュウベイがハンゾーに対して「女の子が怖いのか？」と言った事によりハンゾーに偽ジュウベイだと判られてしまう。顔面の各パーツが半端ではなく小さく、半端ではなく中心に寄っている為、一見するとのっぺらぼうのような顔をしている。
左腕蛇
スルガ大納言の左腕が変身した分身体。左腕だけながらもハンゾーとジャキマルを同時に相手しても上回る実力を持つ。
由井卍党やアマクサ魔法王国も動き出したことで焦りを感じた大納言がハンゾーをおびき出す餌として、アヤメをさらいに来た際にジャキマルに妨害され、左腕を切り落とされながらも、そこから左腕蛇を作り出して、ジャキマルを負傷させ、アヤメを誘拐。ハンゾーとの対決では、ジャキマルも加わっての2対1の戦闘を展開。彼らを圧倒するもハンゾーの機転でマタキチのノミをうつされて痒くなってしまい、「片手だけの身体では自身の身体をかけない」ことから撤退した。
ライデン（角闘鬼）
帝国部屋の横綱にして角界最強の力士だが、その実態は帝国忍者角闘鬼（本名）。
身体を四散させ四方から張り手を繰り出す技「散波」を使いタイゲンやハンゾーを苦しめた。しかし、実際には角闘鬼は3人おり、それぞれが離れたり引っ付いたりしていただけだった。それを知ったゲンナイは「分かってみるとくだらんのぅ」と批評した。ハンゾーは試合中、体に書いた落書きがずれている事から「散波」を見切った。剛腕鬼にも劣らぬ筋肉馬鹿っぷりを披露していたが、大納言のおしおきはしっかり通用していた。
名前の由来は江戸時代の力士雷電爲右エ門（らいでん ためえもん）。
竜血鬼
自ら流した血を用い、敵を自在に操る技「血竜」を操る忍者。
好物のニンニクの産地である富良戸藩（ぶらどはん）を支配し、ハンゾーとジュウベイを待ちかまえていた。
陰殺鬼
おとぎ話の世界を自由に行き来できる「封印草紙」の術を使う忍者。帝国の邪魔者達をおとぎ話の世界に閉じ込め、まとめて始末しようとした。非常に飽きっぽい性格のため物語を最後まで読んだためしがない。
この術は閉じ込めたおとぎ話のストーリー通りにしか行動できない為、前記の性格が祟ってハンゾーを自らの手で始末しようと、ハンゾーを閉じ込めた、桃太郎の世界で自ら鬼に変身して挑むという本末転倒を絵に描いたような敗因で敗北する。
ツララ御前
アヤメの通う学校、昌平坂女学園に就いた新しい校長であり、制服を新しくした張本人。
江戸のよ～なところを女の武器で攻略する教育を人知れず行うため、老中タヌマの紹介で校長に就いた。超冷え性の体質を生かして吹雪を起こす技「豊胸氷風」を使う。
怒羅夜鬼
忍者。一見すると丸顔で小太りの男だが、実はそれは邪無兄鬼の焼き上げたドラ焼きで、本体は小柄でガリガリの男。ドラ焼きの中に入り自在に操る忍術の使い手。子供に無理矢理自分の顔を食わせ、代わりに小遣いを巻き上げるというしょうもない悪行を働いていた。必殺技は巨大化した腕でパンチを繰り出す「安パンチ」。なお、「安」は「やす」であり、「あん」と読んではいけないという注釈がある。
邪無兄鬼
怒羅夜鬼のドラ焼きを焼く忍者。怒羅夜鬼の兄。幼い頃から貧しく、手元にあるのは親の形見のドラ焼きセットだけだった。弟の怒羅夜鬼に寒い思いをさせまいとする為に怒羅夜鬼をドラ焼きの中に入れて焼いている内にドラ焼きマスターとなった。怒羅夜鬼はその過程でドラ焼きを操る忍術を身につけた。
多異夜鬼
邪無兄鬼、怒羅夜鬼のいとこ。
怒羅夜鬼、異魔皮夜鬼と三体合体することで巨大なアンコ怪物「三味逸大」に変身する。
異魔皮夜鬼
邪無兄鬼、怒羅夜鬼のはとこ。
怒羅夜鬼、多異夜鬼と三体合体することで巨大なアンコ怪物「三味逸大」に変身する。
三味逸大
怒羅夜鬼、多異夜鬼、異魔皮夜鬼が合体した、巨大なアンコ怪物。正確にはその身体を構成する究極のどら焼き粉の名称。
白餡、黒餡、うぐいす餡の三つと融合する事で無限に膨らむ性質を持ち、しかも形状記憶小麦粉である為、いくらダメージを与えても即座に再生する。本来であれば美味しいはずなのだが、餡子が古過ぎたせいで異臭を放っている。必殺技は「闇パンチ」。「闇」は文字通り「やみ」と読む。
襲式鬼
陰陽忍法を得意とする忍者。絵画にまやかしの魂を与え魔人をこの世に生み出す陰陽忍法「式神の術」を使う。
忍者帝国が日本を支配したあかつきには将軍の地位を約束されていた（実際はカニ将軍でおごるだけ。彼は勘違いしていた）が、式神の強さが術者のレベルと描かれた絵に影響されるため、絵が下手な襲式鬼はなかなか呼び出されなかった。
当時『コミックボンボン』の「おきらく忍伝ハンゾーのはんにんまえ」のコーナーで募集されていた帝国忍者のデザインを式神として使役した。しかし、大半は「のせてくれ」「なんかくれ」だったため、まともなハガキの選別に苦労したらしい。
陰陽忍法の大量生産奥義に「台風息吹」がある。花粉症のため杉花粉に弱い。非常に大きい顎の持ち主。
デザインは帝都物語の魔人加藤保憲から。
転輪鬼
背中に幾重もの刃を持つ忍者。回転して相手を切り刻む忍法が得意。それほど強い忍ではないが魔装具の一つである海魔の楯を強奪し、それにより高い防御力を獲得した。
さらに冥皇の剣を奪取せんと江戸城を襲撃したが、 魔装具の力に捕らわれ狂戦士化してしまう。
千髪鬼
自らの髪を刃として操る忍者。『R』1巻の噛ませ犬役として登場。ハンゾー達や白波連者に痛い目にあわされたあげく、大納言のお仕置きまで受けた可哀想な人。

#### 白波連者
忍者帝国の助っ人としてハンゾー一行と戦った盗賊戦隊。「シラナミ闘傘術」と呼ばれる傘を用いたチーム戦法を得意とし、5人揃うことで強力な奥義を発揮する。
ニッポンダエモン
白波連者お頭。自他共に認める知将だが算数だけはどうしようもなく苦手。
名前の由来は歌舞伎『白波五人男』の日本駄右衛門。
キクノスケ
白波連者隊員。男の娘。
名前の由来は歌舞伎『白波五人男』の弁天小僧菊之助。
タダノブ
白波連者隊員。「神速のタダノブ」の異名を持つ。
名前の由来は歌舞伎『白波五人男』の忠信利平。
アカボシ
白波連者隊員。ゆるキャラ。
名前の由来は歌舞伎『白波五人男』の赤星十三郎。
リキマル
白波連者隊員。武骨な武芸者。
名前の由来は歌舞伎『白波五人男』の南郷力丸。

### 剛腕鬼と弟分
剛腕鬼
元帝国忍者。言葉遣いは丁寧だが、作中でも特に問題の多い人物。ずば抜けて強靭な肉体とずば抜けて小さい脳みそを持つ。通販で体を鍛える武留悪化を頼み、肉体を強化するのが趣味。その一方で頭の悪さを自覚しており、克服のために公文式にも精を出すなど間違いなく努力の天才だが、その頭が悪さ故に唯一公文式だけは空振りしている。「ハンゾーの力は象の半分だけ」と思っているらしい（ハンゾー→半象ということである）。もはや人間の範疇を完全に超えた堅牢な肉体のおかげでお仕置きが通用しないため、帝国忍者の中では大納言を恐れることなくツッコミを入れることができる唯一の人物であるが、その無茶苦茶ぶりは大納言からも煙たがられている（後述の牢屋行きもこれが原因であり、大納言当人も明言している）。
2年前に入れられた象でも壊れないオリを通販の武留悪化（ぶるわーかー）で体を鍛えてオリを破って脱走し、象比20倍（その後3000倍）のパワーを身に付ける。ハンゾーたちとの戦闘では自身の技と体格差を利用したハンゾーに敗北。どんなお仕置きも通じないことと大納言が二度と会いたくないと思った為、頑丈なオリに閉じ込めて宇宙に追放された（この時、部下に「もっと性質が悪くなって戻ってくるのでは？」と予想された大納言は「…言うなよ」とかなり不安げに返した）。
追放後の宇宙空間で愚零と脳素と出会い、彼らと共に（先述の予想通り）地球に帰還。一度目よりもさらに脳が極限までコンパクトになり、復讐相手のハンゾー達を忘れていたため、脳（カエルの糞）を補給するという荒技に出るようにもなった。ハンゾーたちとの再戦ではボラン坊のヌルヌルで滑って再び宇宙に追放されてしまう。なお、大納言は剛腕鬼に会いたくなかった為、アマクサの許に行っており、お仕置きは何もしていないタヌマに行った。
Ｒ弐巻において再び地球に帰還、追放先の火星人すべてを弟分とし大軍団を率いてやって来た。
愚零
宇宙へと追放された剛腕鬼が出会った宇宙人。極めて科学の発達した星で生まれ育った為、頭が悪く貧弱だったが（力仕事も物を考えるのも全部機械がやるため）、これでは良くないことに気付いて解決策を求めて脳素と共に宇宙を流離い、その最中に剛腕鬼と出会い鋼の肉体を手に入れた。頭はアホのまま。敵の体内に入り込む技を持つ。本編ではタイゲンの腹の肉に閉じ込められたせいでただ一人取り残されるが、『R』にて地球に戻ってきた剛腕鬼達と合流した。
脳素
宇宙へと追放された剛腕鬼が出会った宇宙人。愚零と同様、極めて科学の発達した星で生まれ育った為、頭が悪く貧弱だったが（力仕事も物を考えるのも全部機械がやるため）、これでは良くないことに気付いて解決策を求めて彼と共に宇宙を流離い、その最中に剛腕鬼と出会い鋼の肉体を手に入れた。頭はアホのまま。尻に「脳素ろけっと」というノズルを直結しており、これを用いて空を飛ぶ事ができる。
北島＆西島
　再度宇宙へと追放された剛腕鬼が火星で出会った火星人達。愚零や脳素と同じく剛腕鬼の弟分となり、鋼の肉体を手に入れた。3度目の剛腕鬼襲来に際し、火星軍団の第一軍斥候隊としてハンゾー達の前に立ちふさがった。
アミ（火星高次元精神生命体）
　再度宇宙へと追放された剛腕鬼が火星で出会った精神生命体。火星の頂点に立つ高貴な存在であるが、彼もまた剛腕鬼の弟分となる。長い名前を嫌った剛腕鬼に「アミ」と命名された（網に似ていた為）。3度目の剛腕鬼襲来に際し、無限に伸びる体を利用し火星軍団を地球へと誘おうとした。元ネタは萩尾望都の『スター・レッド』に登場する火星の高次元意識体『アミ』。

### 由比卍党
由比卍党（ゆいまんじとう）はサムライによる最強の軍事国家を作ろうと企む闇元帥ショウセツの下に集った機甲軍団で、空飛ぶ黒船、旗艦キクスイを本拠としている。忍者帝国と並ぶ本作の主要な敵対組織の一つ。
厳格な規律である由比卍党鉄の掟で統制されており、鉄の掟九「失敗せしものは改造によって強化とす」の下にドクターゲンパクによって改造された党員は少なくない。鉄の掟十八は「マンガを読む前に宿題をすべし」。鉄の掟四十二は「マンガ家は締め切りを守るべし!」。
ナチス・ドイツがモデルとなっており、由比卍という名前をはじめ、一般兵士の姿や登場兵器の名前など戦時中のドイツをモデルとしたものが多い。
最終巻では魔装具の攻撃により戦艦キクスイが甚大なダメージを負ったため、これ以上の戦闘は不可能と撤退していった。そのため最終的な決着が描かれぬまま連載終了となった。

#### 由比卍党構成員
闇元帥ショウセツ
由比卍党を統べるリーダー。孫子が書いた「リーダーのこころえ」を愛読している。リーダーの心得の六は「人を外見で判断するべからず」
以前昌平校に通っており、一時はジュウベイの先輩だった。しかし自分の思想が認められず、昌平校を退学している。
日本国内の敵や外国の侵略に対抗し、国を守る力のない幕府に失望し、自らがこの国を軍事力が支配する国に作り変えて、どんな敵からもこの国を守るため、由比卍党を結成した。
性格は非常に真面目で、常に冷静。国に対する思いは人一倍。ただ、孫子の兵法を語り始めると3時間は止まらない癖があり、話を中断されても最後まで語り続ける。党員には諦められている。
夏には「由比卍党夏休みの掟!」を作る徹底振り。
名前の由来は由比正雪。
ゲンパク
由比卍党の兵器開発担当のドクター。
自作改造マシンに「改造新書くん」（元ネタは『解体新書』）があり、由比卍党でのおしおき担当。いつも任務に失敗した党員をどう改造しようか失敗する前から計画しているため、党員から恐れられている。本来、弱点を強化するために改造するものだが、改造結果を見ると科学の進歩のための犠牲にしか見えない。科学奉行ゲンナイをライバル視しており、「打倒ゲンナイ」を掲げている。
名前の由来は杉田玄白。
バイケン
由比卍党機甲部隊隊員
江戸野隣村で武威壱号計画の監督を行っていた。村の人々を徹夜でこき使って働かせていた。カラクリパーツを発動させると「からくりバイケン」に変身する。
武威壱号計画に失敗しドクターゲンパクによってタンス男にされた。その後、とびばこ男、5巻では高級料亭のタンスとして登場。
タンスには隠し戸棚もあり、三段目には大事なもの（臓器）が入っている。
名前の由来は宍戸梅軒。
カンリンマル
由比卍党隊員で海賊。江戸のよーなところ近海を荒らしまわっていた。ボディ部分は全て船で構成されており、艦首と船艇にのみ人間のパーツが存在する。カナヅチという弱点持ちであったがため入隊草々ゲンパクによってテキトーな改造を施されてしまう。海軍奉行のカイシュウとは長くいがみ合っていたが、最終的に泳げない者同士意気投合する。
名前の由来は幕末の軍艦咸臨丸。
メカクモギリ
由比卍党に作られたカラクリ人間。現在は由比卍党を抜け、美術品を狙う怪盗として江戸のよーな所を騒がせている。奇想天外な手段で巨大な美術品も盗んでしまう一流の怪盗だが、人生の汚点と呼べるほどに図工の成績が低いため、盗む為に一度解体した美術品は二度と元通りに組み上げる事はできない。
名前の由来は雲霧仁左衛門。
ギエモン
寛永寺の建設主任に扮した由比卍党の工作員。ジンゴローの建設した五重塔を密かに改造し、蟠龍機を開発させた。巨大メカに対して並々ならぬ情熱を持っている。作戦失敗後は、ゲンパクによって超巨大ロボに改造されたらしい。中性的な体付きと顔をしているため明確な性別は不明。
名前の由来は田中久重。
マタエモン
由比卍党機甲部隊隊員。
名前の由来は荒木又右衛門。
元はジュウベイと同じ神陰流で、手甲に火薬を仕込んだ無刀の型を極めている。神陰流でも一、二の強者で「神陰流無刀取りマタエモン」と呼ばれた頃もあったが、強さだけを求める凶暴な性格が元なのか神陰流を破門に。その後由比卍党の機甲部隊に入り、さらなる力を手に入れる。元々拳法の達人。
一度目の失敗で改造されず、逆に強化型の装備を与えられた稀有の存在。
機甲術に「灼熱閃光掌」強化後に「爆熱闘神掌」がある。これはそれぞれ、『機動武闘伝Gガンダム』に出てくるシャイニングガンダム、ゴッドガンダムの必殺技が元ネタ。
兵8号（ヘイハチロウ）
テキトーなカオをした由比卍党強化兵部隊員。表向きにはキラ家家老ヘイハチロウとして第3回討入大会の参謀という立場を利用し大会を混乱に陥れた。ゲンパクの入手した「G（ごーわん）細胞」によって鋼の肉体を手に入れたが、副作用からバカになってしまった。
名前の由来は小林平八郎。

#### クルメガ3
ギエモン配下の由比卍党少女部隊員達。Ｒ弐巻にておしおき中のギエモンを救うべく初登場。ギエモンより授かった科学兵器を使い、くノ一三人娘と対峙した。「色気はない、ポロリもない、不思議に自信はあるけれど」。名前の由来は久留米絣。3人の名前の一部を取って並べると井上伝となる。
イノリ
クルメガ3隊長。戦災孤児としてナウエと共に行き倒れていたところをギエモンに拾われ、由比卍党へ入隊する。無表情で理知的に見えるが性格はフブキと似たり寄ったり。ナウエとは固い友情で結ばれている。物語最後でジュウベイに惚れてしまうところまでフブキと一緒。「んーん」「よし殺そう」が口癖。
ナウエ
クルメガ3隊員。戦災孤児としてイノリと共に行き倒れていたところをギエモンに拾われ、由比卍党へ入隊する。引っ込み思案でイノリがいなければ行動できないなど、性格はヒデリとほぼ同じ。イノリとフブキが同族嫌悪で反発していたのに対し、こちらは戦闘中にもかかわらず妙にヒデリとウマが合っていた。
ラデン
クルメガ3隊員。隊の参謀役でメガネっ娘。イノリ、ナウエと違い出自と入隊理由は不明。陰険で性格が悪く、自己の解析結果を過信しツナミを侮りイビリ倒そうとするが、返り討ちにされ逆にトラウマを背負うハメとなった。

#### 里見七犬士
江戸のよーなところの隣国でかつて犬と人の間に子を成した里見の国一族の子孫。各兄弟とも身体面、知能面において人間と犬両方の遺伝子を受け継いでいる。まるっきり犬である長男・シンベエの党首即位に反発し、由比卍党の手を借りてシンベエ暗殺を目論んだ（作中での活躍については登場兵器の項・タマズサを参照）。
シノ
両腕が犬。七犬士の実質的リーダー。
名前の由来は南総里見八犬伝の犬塚信乃。
ゲンパチ
顔が犬。
名前の由来は南総里見八犬伝の犬飼現八。
アサケノ
下半身が犬。
名前の由来は南総里見八犬伝の犬坂毛野（旦開野）。
ドウセツ
上半身が犬でとりたてて何も考えていない。
名前の由来は南総里見八犬伝の犬山道節。
コブンゴ
顔が人間で身体は犬。知能面もほぼ犬。
名前の由来は南総里見八犬伝の犬田小文吾。
ダイカク
ソウスケとのコンビで行動する。姿は完全に二足歩行する犬（ブルドッグ似）だが、知能面と体のサイズは人間。武器は鎖付きの斧で、口にくわえ、ブレイクダンスのような動きで攻撃する（その際にはダンスゲームを彷彿とさせる、無数の矢印や音符などの演出が入る）。
他の兄弟たちが和装（全裸のドウセツとコブンゴを除く）であるのに対し、彼はサングラスや洋服を着用し、兄弟たちを「ブラザー」と呼ぶなど欧米風の雰囲気にまとめられている。
名前の由来は南総里見八犬伝の犬村大角。
ソウスケ
ダイカクとのコンビで行動する。耳が犬で他はほぼ人間に近い姿をしている。
武器は着物の袖から連射する槍。
ハンゾーとの戦闘では、暗闇の中、視界が効かない彼を犬由来の常人を凌駕する聴覚で有利に戦うが、その事を得意気にばらしたため、それを逆手に取ったハンゾーの騒音攻撃（大声と分身の術による合唱）でダイカク共々ノックアウトされる。
名前の由来は南総里見八犬伝の犬川荘助。

### 西国妖術軍団
魔人アマクサを筆頭とする妖術士軍団。1000人の妖術士が操る空中要塞「奇顔城」で世界征服を狙う。しかし、結成理由はアマクサが目立ちたいがために作られている。正月にアマクサライブを行ったりとかなり迷惑な連中。江戸のよ～なところに侵攻する前は西国で活動していた。
アマクサ
西国妖術軍団の長。様々な妖術や念力に加え、魔界十二使徒を従える、魔界の力を操る魔人。マンショの行う朝の身だしなみ（化粧）で魔人アマクサに変身（変心？）する。素顔は哀愁の美男子なのだが、マンショによるメイクアップ後は強烈な性格に変貌する。
自分のファンを獲得するため、正月早々ライブを行うも歌はへた。自分の事をけなされたりおちょくられるのを嫌い、やられるとキレる。ハンゾーとの戦闘中もおちょくるハンゾーにキレ、強力な技を繰り出していた。専属のメイクさんがいる。スルガ大納言とは捕獣（ポケモン）をする仲。
魔界十二使徒のうち四体は四天士に一体ずつ預けており、「禍神（マガジン）」はミゲル、「亜能魔炉狩須（アノマロカリス）」はマルチノに預けている。アマクサ本人は魔界十二使徒「麻理鈴（マリリン）」を最も多く使役する。
手下の妖術士達は基本、アマクサに忠義を尽くすがメイクアップ後の半裸状態でウィンクした時に気持ち悪さから気絶したり、歌を聴きたがらなかったりと迷惑がる面もある。
名前の由来は天草四郎時貞。
マンショ
アマクサの四天士の一人で、ポジションは参謀使。アマクサのカリスマの元西国妖術軍団をまとめ上げる組織のナンバー2。純粋な魔者で魔王ベイルの実子であるが、父を嫌ってアマクサに惹かれ、彼の部下となった。
朝はアマクサに身だしなみを施す。メイクアップ後のアマクサが最高らしい。アマクサに付ける肌付（ぱっく）にはこだわる。参謀使なのだが、作中では発揮されていない。アマクサの美を称える信者扱い。
彼の纏うマント状のものは魔界第十二使徒「蟠王（バンオウ）」で、翼内に異空間を作りだせる。また蟠王が生み出す世界卵は、苗床となる人間の悪意の形によって様々な世界改変の力を発揮する。
『ボンボン』連載中は単独での活躍はなかったが、Ｒ参巻において罵人を使役して暗躍する姿が描かれた。
名前の由来は伊東マンショ。
マルチノ
アマクサの四天士の一人でポジションは鬼闘使。
メイク後アマクサが変人と分かりつつも嫌いではない。寝るのが好き。5巻ではのど自慢会場を潰しに来た。
攻撃的な性格ではあるがアマクサから預けられている魔界十二使徒の「亜能魔炉狩須（アノマロカリス）」の技を使うより、肉弾戦を好む。亜能魔炉狩須はその名のとおり古代生物アノマロカリスのような姿で、対象を石にする霧を放出したり超硬度の石の鎧となったりする能力を持つ。
名前の由来は原マルティノ。
ジュリアン
アマクサの四天士の一人でポジションは妖幻使。
面倒くさがり屋で悪知恵が働く。照美（てれび）っこ。
彼の被った顔のある帽子は魔界第十二使徒「偈井戸（ゲイト）」。口の中が魔界につながっており、隷蟻怨と呼ばれる魔界の獣を自在に償還できるが、偈井戸は広げすぎると主の命を食う諸刃の剣である。
『ボンボン』連載中は単独での活躍はなかったが、Ｒ壱巻において初出陣。地電磁化で照美が見られなくなったハライセに江戸須界吊を襲撃する。ハンゾー・ジャキマルとほぼ互角の戦いを展開した。
名前の由来は中浦ジュリアン。
ミゲル
アマクサの四天士の一人でポジションは魔筒使。
元はアマクサが見つけた瀕死の戦争孤児で、蘇生の際にアマクサが最も忠実な生き物（犬）の魂を分け与えてしまったため、命令に忠実。特にアマクサの命令なら死んでも果たそうとする。のど自慢に対抗するためのレッスンでも、やめていいと言われるまで（話の最初から最後まで）、フゥフゥと息切れを起こしながらも一人カスタネットを叩いていた。
頭を撫でられたからか、アヤメに懐いており、マンショの命令を一度覆している。
魔力を込めた弾を放つ銃器を扱う。アマクサから預けられている魔界十二使徒の「禍神（マガジン）」を連れており、ミゲルの使う魔弾は禍神の体内で作られている。
6巻では魔装具の依代として取り込まれてしまったアヤメをハンゾー・ジャキマルらとともに命をかけて救い出した。
名前の由来は千々石ミゲル。
迦留多
都麗伝宮絵札超美男子（トレイディングカードアマクサ）によって自らの美しさを世に知らしめるべく、アマクサが企画部長に魔界十二使徒「伽沙輪（キャサリン）」を憑依させ生まれた妖術師。詠んだ絵札の事柄を現実化させることが出来る。
赤いクツ吐いてた女の子
アマクサ魔術王国の対異人さん用刺客。
相手に向けて、口から赤いクツを吐くという、痛い以上に汚い攻撃方法を持つ。
ハンゾーの忍虫の藤太くんに吐いた全てのクツを履かれてしまい、攻撃する術を失って最後にその回に登場した全ての悪役と一緒にスルガ大納言におしおきされた。
名前の由来は野口雨情の赤い靴の歌詞から。
罵人（ばびっと）
マンショ直属の部下。元々は一介のコソ泥であったが、魔道具「命他留包出衣（めたるぼでい）」に魂を憑依させることで高い戦闘力を得た。
魔界使徒「蟠王」の世界卵を使い、人間と動物の魂を入れ替える実験を行っていた。

### 江戸城関係者

#### 家臣等
カスガ
タヌマとともにヨシムネを補佐する女官で役職は江戸城守備奉行である。博識かつ生真面目な性格で、ヨシムネの破天荒な振る舞いには手を焼いている。花魁のような衣装を着ている。昌平校出身で、ショウセツは同級生にて旧友、ジュウベイは後輩に当たる。
名前の由来は春日局。
ゲンナイ
幕府の科学奉行。学天則シリーズをはじめいくつかの発明品が登場し、相撲の解説などとしてでも登場したことがある。何かと「科学的」、「非科学的」かと言いたがるが、自身の発明品の動力に超重量の百人力士エンジンを搭載するなど肝心なところがどうも変な人物。最初のアマクサとの戦いでは奇顔城で学天則を見たアマクサがオモチャ呼ばわりした。ハンゾーを城に呼び、学天則と戦わせようとしてハンゾーから迷惑がられた。
名前の由来は平賀源内。
水戸の御老公
ヨシムネの親戚。水戸では世直しとして悪人成敗の旅をしており、ヨシムネを羨ましがらせていた。ファンキーな性格で若者風のファッションを好む。ジュウベイとハンゾーに密書を届けさせたが内容は、御老公がプレイしているロールプレイングゲームのアイテムの刀である龍正宗の在処を示した地図であった。密書を狙っていた盗賊団の子分がハンゾーの仕掛けた落とし穴に落ちた際、ハンゾーが落とした密書をくすねる。しかし、密書を失くしたハンゾーも御老公のプレイするRPGをプレイしており刀の在処を知っていた為、御老公がRPGをプレイ中に刀のある部屋までの道順を教える事で事なきを得る。
モデルは水戸光圀。
キラ
江戸のよーなところの家臣の一人で役職は部長。江戸城松の廊下で些細なことからアサノと喧嘩になり、それがヨシムネの手によってハンゾーたちを巻き込んだ大規模なかくれんぼ（2年目はチーム対抗大運動会）に発展してしまう。
名前の由来は吉良上野介。
アサノ
江戸のよーなところの家臣の一人で役職は係長。江戸城松の廊下で些細なことからキラと喧嘩に。その後運悪くヨシムネに袴の下を見られてしまう事態となり、上様御前でヘソ下三寸出したる罪によりカスガの命で尻晒しの刑に処される。刑に処された時に便意を催した為、家臣のクラノスケにオマルを持って来させたが、我慢の限界で間に合わず脱糞してしまった事がある。2年目からはキラと仲良くしていたが、タヌマの悪知恵でそれぞれ猿心まんと心まんを食わされまたしても争う事になる。
名前の由来は浅野内匠頭。
クラノスケ
アサノの家臣。アサノだけが刑罰を受けた事に抗議したが、それが討ち入り事件として恒例化してしまう。結果として仇を討つ事には成功したが、最後は自分もキラもろとも尻晒しの刑になり、2年目からはやる気をなくしている。顔がでかく、いつも泣いたような表情をしている。
名前の由来は大石内蔵助。
シンベエ
江戸のよーなところの隣国、里見の国の次期党首。かつて犬と人の間に子を成した里見一族の子孫だが、その姿はほぼ犬。仁の霊玉を持っており、彼が次期党首になる事を嫌って裏切った弟達に狙われていた。以前からヨシムネに弄られていた過去があり、ヨシムネを避け続けていた。
名前の由来と元ネタは『南総里見八犬伝』の犬江親兵衛。
カイシュウ
幕府海軍奉行。カンリンマル打倒を目指し追跡を続ける海の男。カンリンマルとの戦いで右足を失ったようだが、実際はほとんど自滅に近いものだったらしい。実はカナヅチであり、その事を馬鹿にされるのが嫌で海の男になった。最終的にカンリンマルとはカナヅチ同士という友情が芽生えるが、ヨシムネに迷惑者としてカンリンマルともども国外追放された。
名前の由来は勝海舟。

#### 震旋組
江戸の平和を守る江戸守備隊。名前の由来は新撰組から。コンドーの台詞からヒジカタという副長らしき人物も存在することが判るが現在は不在らしく、作中に名前付きで登場するのは下記の二人のみ。
コンドー
震旋組局長で、天然魔神流の武士。
江戸のよ～なところを守るために日々奔走する熱い漢。局長らしく男気があり、真面目。そのためおきらくな方法で江戸を守るハンゾーのことが認められない。
名前の由来は近藤勇。
ソウシ
震旋組一番隊隊長で、天然裏神流の武士。
江戸でも指折りの天才剣士で、ハンゾーにそっくりな性格の持ち主。ハンゾーとの友情はカマドウマの次くらいに大切に思っている。
でかいカオアレルギーで、コンドーが近づくと咳が出る。しかし本心では自分を拾って剣術を教えてくれたコンドーのことを尊敬しており、コンドーの命令であれば何でも従う。
名前の由来は沖田総司。流派は天然理心流より。

### 町民
コズエ
相撲界の名門、花丸部屋の一人娘にして部屋付き行司。タイゲンに一目惚れし、帝国部屋横綱・ライデンの登場により潰れかけていた花丸部屋の助っ人を依頼する。惚れっぽい上にアイドルオタクで、一度のめりこむと周りが全く見えなくなってしまう性格の持ち主だが、タイゲンのために流した涙は紛れもなく本物…のはず。昌平坂女学院の学生でアヤメとは同期の親友である。
花丸親方
コズエの父で花丸部屋の親方。ライデンによって門下生を全滅させられ、自身も大怪我を負ってしまい寝込んでいる。
デザイン上のモチーフはあしたのジョーの丹下段平。
G・U・タケモト
何か行事があるといつも出てくる実況兼司会者。いつもテンションが高い。名前の由来は竹本義太夫。
ゼニガタ
怪盗メカクモギリを追う岡っ引き。ヒデリのおじにあたる。
名前の由来は銭形平次。
ジンゴロー
千の大砲をも跳ね返すという建造物を作る、神業的な技術を持つ大工。学天則シリーズの基礎フレームを作っているのも彼。どこにでもネコの彫刻を掘りたがるという癖がある。
名前の由来は左甚五郎。
リョウタク先生
江戸のよーなところのお医者様。連載時はハンゾーの風邪の診察で数コマ登場。Ｒ参巻では罵人により動物と魂を入れ替えられた町民たちの診療を行っていた。
名前の由来は前野良沢。
BASHO
江戸のよーなところで人気の俳句ンローラー。彼のせいでコズエに相手にされなくなったタイゲンにより、俳句歌合戦を挑まれる。しかし、重度の男色持ちであり逆にタイゲンに惚れてしまう。
名前の由来は松尾芭蕉。
YAJI&KITA
俳句歌合戦の司会を務める2人組。デザイン上のモチーフはダウンタウン。
名前の由来は東海道中膝栗毛の栃面屋弥次郎兵衛（弥次さん）と食客喜多八（喜多さん）。
オシチ
ヒデリの母で火消しの頭。Ｒ壱巻にて初登場。江戸須界吊の建造から警備にまで携わる肝っ玉母さん。飛び出す冗談はすべて下ネタ全開であるため、児童誌時代には登場できなかった。
ゲンバ
俵星流槍術道場主。赤穂浪士を武士のほまれとする槍の達人だが、ことあるごとに自らの尻を披露したがる。
名前の由来は俵星玄蕃。
タスケさん
いつも天秤棒を担いで「あらよっと」歩いている背景キャラ。魚屋さんらしいが特に活躍は無い。

### 島津家
九州・薩摩の国を統治する大名家。大威栄帝国のカラクリ蒸気兵襲来により、それまで険悪であった幕府と和解しようとする。島津水軍は戦闘力は高いが、構成員達は非常にガラが悪い。
アツヒメ
薩摩・島津家の姫。あだ名は「あっちゃん（自称）」。ヨシムネの大奥に加わるべく幕府へ向かうが、船旅の途中で脱走し、ハンゾーと出会う。
天真爛漫、元気溌剌なお姫様であまり細かいことを考えない。島津秘伝・二の太刀不要の必殺技「殺魔次元流」を極めるべく、日々「しょぎょー」に励んでいる。
ヒサタカ
島津水軍頭領。あだ名は「チャコちゃん（本人非公認）」。アツヒメの護衛として江戸へ随伴する。舟戦のプロで海に出れば無敵の強さを発揮するが、地上では転んでばっかり。
罵人に襲われ金魚と魂を入れ替えられてしまった際、ボラン坊と出会い心を通わせ、恋仲となった。
ボウズ
島津水軍構成員。ヒサタカの部下。
オオスミ
島津水軍構成員。ヒサタカの部下。
マンジロー
島津家家臣。外国語が堪能なため大威栄帝国へ特使として派遣されるが、追い返される。

### 果蓮国
ザビエル
果蓮国（ばてれんこく）友好使節として来た外交官。ニポンと果蓮国、両国の対立を望む各勢力や果蓮国大臣によって命を狙われることとなるが、それ以上にハンゾーたちの過激な歓迎によって「ニポンコワイ！」と振り回されることとなる。外交は上手くいったものの、船が破壊されたためどう帰国しようか困ったところで同話は終わっている。その後は迎えの船が来るまで江戸城の外交奉行の補佐をしている設定がある。
名前の由来はフランシスコ・ザビエル。「バテレン」という言葉も宣教師を意味する古語である。なお、本漫画のザビエルは宣教師ではない。
大臣
果蓮国の大臣。ニポンで侵略を企むタカ派でザビエルをニポンで暗殺し、それを口実にニポンに攻め入ろうと目論んでいた。
しかし、その真意は大納言、アマクサ、ショウセツに読まれており、将軍の計画が失敗した後はアマクサによって制裁された。
将軍
ザビエルとともに来た果蓮国の重役。実は大臣の手先であり、各勢力がザビエル暗殺に失敗したため自らがガーゴイルを起動した。
最終的にはガーゴイルの自爆に巻き込まれ、直後にキクスイの攻撃を受けて艦隊は壊滅。挙句の果てに大納言のお仕置きまで受けるという散々な目にあった。
ガーゴイル
果蓮国の秘術によって動く怪物の石像で、各勢力のザビエル暗殺失敗に業を煮やした将軍が起動した。
額に貼られたカードに書かれたとおりの使命・能力を持つようになっており、将軍によって「ふじみのころしや（不死身の殺し屋）」と書かれたカードを貼られ猛威を振るった。ハンゾーによってカードに落書きをされ混乱状態となって将軍の元に戻り、その際ハンゾーが仕込んだ「ばくだん（爆弾）」と書かれたあぶりだしによって自爆してしまった。

### 大威栄帝国
科学と魔法の融合した「有化実異（あるけみい）」という力を駆使する異国。世界征服をたくらむ物騒な国と認知されていたが、新女王の治世の元、侵略から産業振興へ方針を切り替えた。
キューパー
大威栄帝国海軍提督。国策の方針転換を快く思わず、独断で薩摩侵攻を開始。江戸に向かうアツヒメの誘拐を目論み、黒船やカラクリ蒸気兵「ユーライアラス」を駆使するが、ハンゾーと島津水軍の連携の前に返り討ちにあい、投獄された。

### 他
魔王ノブナガ
かつて、人間でありながら魔界と契約し、魔王の力を得た最強の武将。
戦国時代で名をはせた後、性格・風貌ともに一変し魔界の力を持つ四つの魔装具の力で世界を支配しようとしていたが、魔装具を発動する直前、家臣であるランマルに討たれる。
名前の由来は織田信長。
夢瀬鬼忍・隠鬼落斎
ハンゾーの師匠。師匠だけありハンゾーを簡単に手玉に取る。
スルガ大納言と面識がある。大納言はかつてのノブナガの従者ランマルの名で呼んでいた。
ノブナガの魔装具の一つ陸震の鎧を持つ。
外見は美青年なのだが、かつてノブナガを討った張本人であることからかなりの高齢だと思われる（ハンゾー曰く「若作り」）。
本名の由来は森蘭丸。
ムサシ
ジャキマルの師匠。
ノブナガの魔装具の一つ天魔の兜を持つ。
設定では、牛神マサムネと馬王ムラマサの二刀を操る超剣豪で隠鬼落斎や大納言に匹敵する実力を持ち、かつて彼らとともにアマクサの実家である夢瀬家に仕えており、殺しに価値を見出す異常者とされている。
「ゆかいなまんが五輪ちゃん」という兵法本も執筆しているが、絵柄が古く飽き性な性格ゆえに1冊ごとの作風もバラバラ。自画像は美男子風に描いている。
名前の由来は宮本武蔵。
オニザル
読みきり時代に出た敵。ハンゾーとジュウベイが上様（ヨシムネ）からの密書を水戸の御老公へ届ける際に、密書を狙った大盗賊団の頭。大盗賊団であるが、子分はたったの2人である。見た目は巨大なサルである。2までしか数を数えられず、3という数字を出されると「ひどづ…ふだづ……だく…さん」という風になってしまい、パニックを起こす。
バナナが大好物で、物の価値をバナナと比較する。その為、子分に「相変わらずサルよりもバカ」とこそっと言われた事がある。
ブーメラン型の刀である飛刀を投げ飛ばして攻撃する。2本だと双飛刀となる。ハンゾーは、オニザルの2以上の数を数えられないという特性を利用、刀を使かって木で飛刀を作り投げ飛ばし、飛刀を1本余計に増やして3本にしてパニックを起こさせた。
「ひどづ」とか濁点の不要な箇所に濁点を付けて話す。自分の事を「おで」と呼ぶ。
コケザル
大盗賊団の子分の一人。もう一人子分がいるが、名前は不明である。

## 登場兵器

### 人型兵器

#### 学天則シリーズ
学天則（がくてんそく）は江戸城科学奉行のゲンナイによって開発された一連の巨大からくり武者の総称である。動力はそのほとんどが100人ほどの力士による人力機関であるが、ハグルマの手により蒸気エンジンに動力が変更されたこともある。名前の由来は学天則。それぞれのメカデザインにも元ネタがある。
学天則零号機
幻の学天則。リモコンで稼動する。
ボンボンKC版第3巻のカバー袖にのみ登場。幻になった理由は、ゲンナイが「いっしょに作ったリモコンをどこにおいたかわすれてしまった」ため。
デザインソースは鉄人28号。
学天則壱号機
技の壱号。
作中に初めて登場した学天則。力士エンジンの弊害で非常に愚鈍であり、戦闘力は皆無に等しい。後にハグルマによって、動力を蒸気エンジンに変更した「学天則・改」に改造される。
技の壱号の異名の元ネタは仮面ライダー1号から。
学天則弐号機
力の弐号。
元旦に現れたアマクサ率いる西国妖術軍団から江戸のようなところを防衛するために出撃した。動力は相変わらず力士だが、壱号機より機敏な動きが可能になっている。頭部に布を被せ、「にらめっこ」で攻撃。
力の弐号の異名の元ネタは仮面ライダー2号から。
アマクサは、学天則弐号機を見て開口一番「何でありんす、あのおもちゃ」と言っている。
学天則参号機
スピードを重視した学天則。
由比卍党の巨人砲「楠太夫」の脅威から江戸のようなところの平和を守るべく出撃。太陽光をさえぎる扇型の板を両手に持つことにより巨大な影を出現させ、クロカゲとの連携プレーで、楠太夫の弾道を180度変えることに成功した。
デザインソースはエヴァンゲリオン。
学天則四号機
第2回アサノVSキラ大討ち入り運動会第四競技五百米障害物競走に出場した学天則。
デザインソースはガオガイガー。そのせいか口ずさむ歌が「ガオガイガー」の主題歌の替え歌である。
学天則五号機
寛永寺の狛犬を改造した学天則。狛犬の姿から人型へ変形が可能だが、変形すると内部の力士が関節部に巻き込まれてしまう。
由比卍党の蟠龍機と交戦した。後にジンゴローによって、頭部と胸部をネコの顔に彫られてしまう。
デザインソースはライオコンボイ。

#### 蟠龍機
蟠龍機（ばんりゅうき）は由比卍党工作員六六〇壱ギエモンが、寛永寺の五重の塔を人型の巨大兵器に改造したものである。正式名は、由比卍党強襲戦略可変型巨大兵器開発番号キリ七八超機動カラクリ兵蟠龍機。武器はKA・WA・ランチャー、制空九輪鞭、ジンゴローによって彫られたネズミ退治用ねむりネコ。

### 戦艦

#### キクスイ
由比卍党の旗艦にて移動本拠となる、無数のプロペラが装備された空飛ぶ黒船。

### その他

#### 武威壱号
由比卍党の剣士であり機甲部隊の一人でもあるバイケンが江戸野隣村から江戸のよーなところに向けて発射しようとしていた長距離爆撃弾。ハンゾー・ジュウベイ・ヨシムネの3人によってその計画は阻止された。名前の由来は第二次世界大戦時ドイツ空軍で使用されたミサイル、V1飛行爆弾。

#### タマズサ
里見七犬士用カラクリ戦車。水陸両用で、装甲は千年杉の一刀彫りによるもの。動力は4つのキャタピラの中に右前から時計回りにゲンパチ、ドウセツ、コブンゴ、アサケノが入って動かすという“ちょっとつかれるけどとっても地球にやさしい”ものになっている。彼らにほねっこを与えることで加速することが出来る。コックピットにはシノが乗っている。
なお、作中ではダイカク、ソウスケはタマズサには搭乗していない。武器は前後にある回転のこぎり、前方にあるシュレッダー、そしてメインウェポンである血煙爪（ちえんそー）。コックピットの頭部にはおしゃれなアクセサリーとして犬ミミが付いている。最期は隅田川虹橋（すみだがわれいんぼーぶりっじ）に押しつぶされ撃沈。名前の由来は南総里見八犬伝の玉梓。

#### 楠太夫
楠太夫（ぐすたふ）は由比卍党が江戸に向けて発射するため里見の地で開発していた巨人砲。砲身は里見城に固定されており、長さは壱千米。発動するには里見家に伝わる8つの霊玉が必要とされた。装甲は急ごしらえで製造されたため伸した大仏などが使われておりボロいが、発動後はそれが割れ、眼球や皮膚が剥き出した生物的な姿が現れた。ハンゾーたちの手によって江戸のよーなところ壊滅の危機は回避。名前の由来はV1爆弾と同様戦時中のドイツ軍で使用された80cm列車砲の1台目、グスタフ。

#### 魔装具
かつて魔王として恐れられたノブナガが魔界との契約によって手に入れた4つの武具の総称。普段は生物的な勾玉となっているが所持者の戦意に反応する事で武器に変化する。所持者に強大な力を与えるが、その者の精神を汚染して凶戦士化させたあげく所持者の力を吸い尽くして死に至らしめる特級の危険物。ノブナガの死後、それぞれ宝玉に封印されて各地に保管されていた。意思を持っており、全て揃った時はアヤメのコンプレックスに漬け込んで彼女を依代にして巨大な鎧武者の姿となり破壊の限りを尽くすが、ハンゾー、ジュウベエ、ミゲル、ジャキマルの尽力でアヤメを奪い返され崩壊、核である勾玉もスルガ大納言に砕かれ消滅した。本作の最終的な敵。
冥皇の剣
煉獄の旗本隊と称される冥皇魔軍の力が込められた剣。凄まじい攻撃力を誇るが、陸震の鎧がないと所有者の生気を吸い取り死に至らしめてしまう。江戸城に保管されていた。
海魔の楯
海嘯魔軍の力が込められた楯。水球のような結界を発生させ敵の攻撃を防ぐ。日光闘将宮に保管されていた。
天魔の兜
飛天魔軍の力が込められた兜。得た者に高い機動性を与えるとされるが詳細不明。ジャキマルの師であるムサシが所持していた。
陸震の鎧
地裂魔軍の力が込められた鎧。大地からエネルギーを汲み上げて装備者に与えることで装備者の技を増幅したり他の魔装具で消費されるエネルギーを補完するが精神に対する汚染力も殊更強い。忍びの山に保管されていた。一度ハンゾーが装着した事もあったがこれは隠鬼落斎が作った偽物だった。

## 作中に登場した歌
作中では、なぜか一部の登場人物が自分の心情をテーマにした、もしくは仲間・軍団のテーマソングなどを歌う場面があった（ほとんどの歌は作詞・作曲者の名前も載せている）。いくつかの歌は当時流行っていたポップスや既存の楽曲のパロディである。著作権は、大江戸著作権協会（日本音楽著作権協会のパロディー）が管理している設定。
- 謎の忍者軍団の唄（鉄刃鬼）作詞:BASHO/作曲:ビワ法師小室
- バカなわ・た・し（剛腕鬼）作詞:剛腕鬼/作曲:そのへんのセミ
- GO!UTAMARU（操獣鬼）作詞:BAKIN/作曲:一茶･K（コバヤシ）
  - 操獣鬼が可愛がっている巨大幻獣歌丸のテーマソング
- アマクサ・ザ・スーパースター（アマクサ）作詞･作曲:アマクサ
- It`s a SUMONO World 作詞:D･コグレ/作曲:アメリカの誰か
- アマクサ♡ラブ♡ミー（アマクサ）作詞･作曲:アマクサ
- 海のおやじ（カイジュウ）作詞:カイシュウ/作曲:J・万次郎
- お江戸の純真
- クール・ザ・アマクサ（アマクサ）作詞:アマクサ/作曲:マンショ
- 剛腕鬼ふくしうのテーマ（剛腕鬼、愚零、脳素）作詞:剛腕鬼/作曲:そこらのカエル
- 忍者だGOGO（ハンゾー（バタンQ））作詞:ハクウンサイ/作曲:サンダユウ
- 必殺ゆきだるま（文部奉公所唱歌）

## 作中に登場した実在する店や施設、商品名のパロディー
- 桜両替（さくら銀行（現：三井住友銀行））
- 昆日二 老尊（ローソン）
- 七十一（セブンイレブン）
- 一〇九（109）
- 空音型 巨大恵行（ビッグエコー）
- 東急判図（東急ハンズ）
- 無比（ムヒ）